# Paul Manafort
Paul John Manafort Jr., född 1 april 1949 New Britain i Connecticut, är en amerikansk advokat, lobbyist och politisk rådgivare.
Han har arbetat med presidentkampanjer för bland andra Ronald Reagan, George H.W. Bush, Bob Dole och Donald Trump. Han har även arbetat som rådgivare i Vita huset under Reagans presidentskap.

## Biografi
Paul Manafort är son till Antoinette Mary Manafort (1921–2003) och Paul John Manafort Sr. (1923–2013). Fadern var borgmästare i New Britain 1965–1971. Manafort avlade kandidatexamen (B.Sc.) i företagsekonomi vid Georgetown University 1971 samt juristexamen (J.D.) 1974 vid samma universitet. Åren 1977–1980 arbetade han på advokatbyrån Vorys, Sater, Seymour and Pease i Washington, D.C. Han gifte sig den 12 augusti 1978 med advokatkollegan Kathleen Bond Manafort. Paret har två döttrar.
Manafort anslöt sig till Donald Trumps valkampanj i presidentvalet 2016 i mars 2016. Han var kampanjchef från juni 2016 till den 17 augusti 2016. Han lämnade kampanjen helt den 19 augusti 2016. Kellyanne Conway efterträdde honom som kampanjchef. Manafort hade tidigare varit rådgivare till Gerald Fords, Ronald Reagans, George H.W. Bushs och Bob Doles olika presidentkampanjer. Han har även arbetat som rådgivare under Reagans tid i Vita huset under 1980-talet.
Manafort medgrundade 1980 den Washington, D.C.-baserade lobbyfirman Black, Manafort & Stone.
Manafort har som lobbyist bedrivit lobbyarbete för bland andra kontroversiella utländska uppdragstagare som Ukrainas tidigare president Viktor Janukovytj, Filippinernas tidigare president Ferdinand Marcos, Demokratiska republiken Kongos tidigare president Mobutu Sese Seko och den angolanske guerrillaledare Jonas Savimbi. 
Manafort har varit föremål för intresse i den av Robert Mueller ledda utredningen i USA om rysk inblandning i valen 2016. Efter att ha utretts i utredningen, kom Manafort att den 21 augusti 2018 dömas för skattebedrägeri för felaktiga deklarationer åren 2010–2014 under sin tid som lobbyist samt för bankbedrägeri för att ha uppgivit felaktig information i samband med låneansökningar hos Citizens Bank och Banc of California under 2000-talet.